# 신성우
신성우(본명: 신동윤, 1967년 5월 27일 ~ )는 대한민국의 가수 겸 배우이다.

## 생애
1982년 언더그라운드 라이브클럽에서 록 음악 가수로 데뷔했던 그는 1992년 1집 앨범 《내일을 향해》를 발표하며 활동을 시작하게 되었다. 테리우스라 불리며 《서시》, 《내일을 향해》, 《노을에 기댄 이유》, 《친구라 말할 수 있는건》, 《꿈이라는 건》, 《슬픔이 올 때》, 《사랑한 후에》, 《이연》 등의 곡들을 발표하였다.
1995년부터 이듬해 1996년까지 O15B 장호일 N.EX.T 이동규 와 프로젝트 밴드 《지니 geenie》 활동을 통해 《뭐야 이건》과 《바른 생활》, 《재회》 등의 히트곡을 발표하였다. 1998년 뮤지컬 《드라큘라》 뮤지컬 배우로서 데뷔하였고 그 후로도 뮤지컬 《드라큘라》, 《록햄릿》, 《삼총사》, 《잭 더 리퍼》, 《락 오브 에이지》, 《모차르트 오페라 락》, 《체스》, 《바람과 함께 사라지다》등의 뮤지컬을 통해 왕성한 활동을 하고 있으며 2000년 부터 연기자로 전향해서 《TV영화 러브스토리》, 《위기의 남자》, 《위풍당당 그녀》, 《첫사랑》, 《내 인생의 스페셜》, 《무적의 낙하산 요원》, 《즐거운 나의 집 》 등 20여 편의 장편, 단편 작품에 출연하고 있다.
2006년 영화 《공필두》의 OST를 통해 영화 음악감독로서도 활동하였고 2009년 영화 《결혼식 후에》의 주연으로 영화배우로도 데뷔하였다. 2006년 일본에서 활동을 시작 , 많은 콘서트, 뮤지컬에 참여하여 많은 팬을 확보하였다. 더불어 현재 조각가로도 활동 중이며 일본 내에서의 수차례의 전시회를 열고 매년 일본 작가 들과의 교류전에 참가하고 있다.
영화감상, 모터 사이클 투어, 여행 등의 취미가 있고 대표곡은 솔로 가수 시절 히트곡 《내일을 향해》, 《꿈 이라는건》, 《노을에 기댄 이유》, 《친구라 말 할 수 있는 건》, 《서시》, 《천사여 울지 마세요》, 《건달의 허세》, 《슬픔이 올 때》, 《사랑한 후에》, 《이연》 등과 프로젝트 록 밴드 지니 시절 히트곡 《뭐야 이건》, 《재회》, 《바른 생활》 등이다. 정규 앨범 6장과 프로젝트 그룹 《지니》 정규 앨범 2장, 김현식 추모앨범 참여 ‘넋두리’ , 영화 《형사 공필두》, 《결혼식 후에》, 드라마 《첫사랑》, 《무사 백동수》 등의 OST에 테마곡 등 여러 장의 앨범에 참여했다. 현재 백석대학교 문화예술학과 뮤지컬전공 교수로 근무중이다

## 학력
- 서울수색초등학교 (졸업)
- 연서중학교 (졸업)
- 숭실고등학교 (졸업)
- 중앙대학교 대학원 조형예술학과 조소전공 석사

## 드라마&뮤지컬 출연작

### 드라마
| 연도 | 방송사 | 제목                                    | 역할      | 비고     |
| ---- | ------ | --------------------------------------- | --------- | -------- |
| 2000 | SBS    | TV영화 러브스토리 - 미스힙합 & 미스터록 | 하정우    |          |
| 2002 | MBC    | 위기의 남자                             | 강준하    |          |
| 2003 | MBC    | MBC 베스트극장 - 꽃                     | 강호균    |          |
| 2003 | MBC    | 위풍당당 그녀                           | 서인우    |          |
| 2003 | SBS    | 첫사랑                                  | 이준희    |          |
| 2004 | KBS2   | KBS 드라마시티 - 사랑한 후에            | 이상현    |          |
| 2004 | SBS    | 미드나잇 DJ                             | 강준호    |          |
| 2004 | KBS2   | 아름다운 유혹                           | 강민우    |          |
| 2004 | MBC    | 12월의 열대야                           | 민지환    |          |
| 2005 | MBC    | 한뼘드라마 - 리허설                     |           |          |
| 2005 | MBC    | 떨리는 가슴                             | 정남수    |          |
| 2005 | MBC    | MBC 베스트극장 - 메이, 준               | 준        |          |
| 2006 | MBC    | 내 인생의 스페셜                        | 정형석    |          |
| 2006 | SBS    | 무적의 낙하산 요원                      | 강은혁    |          |
| 2007 | KBS2   | 사랑해도 괜찮아                         | 안철웅    |          |
| 2008 | MBC    | 크크섬의 비밀                           | 신과장    |          |
| 2010 | MBC    | 즐거운 나의 집                          | 이상현    |          |
| 2015 | MBC    | 엄마                                    | 민태헌    |          |
| 2016 | KBS2   | 무림학교                                | 채윤      |          |
| 2016 | tvN    | 디어 마이 프렌즈                        | 한동진    |          |
| 2018 | MBC    | 위대한 유혹자                           | 권석우    |          |
| 2021 | SBS    | 펜트하우스 3                            | 클라크 리 | 특별출연 |
| 2022 | tvN    | 살인자의 쇼핑목록                       | 안영춘    |          |

### 뮤지컬
| 연도      | 제목                    | 역할                      | 장소                                 |
| --------- | ----------------------- | ------------------------- | ------------------------------------ |
| 1998      | 드라큘라 초연           | 드라큘라                  | 예술의 전당 오페라 하우스            |
| 1999      | Rock 햄릿               | 햄릿                      | 호암 아트홀                          |
| 2000      | 드라큘라 재연           | 드라큘라                  | 국립극장 대극장                      |
| 2006      | 드라큘라 삼연           | 드라큘라                  | 한전아트센터                         |
| 2009      | 삼총사                  | 아토스                    | 충무 아트홀                          |
| 2011~2014 | 삼총사 재연,삼연        | 아토스                    | 세종문화회관 대극장,충무아트홀       |
| 2011~2013 | 잭 더 리퍼              | 잭                        | 성남아트센터,국립극장,디큐브아트센터 |
| 2012      | 롹 오브 에이지          | 스테이시 잭스             | 우리금융아트홀                       |
| 2012      | 모차르트 오페라 락      | 레오폴드 모차르트         | 계명아트센터, 성남아트센터           |
| 2013      | 잭더리퍼                | 잭                        | 일본 도쿄 아오야마극장               |
| 2013      | 삼총사                  | 아토스                    | 일본 도쿄 오챠드홀                   |
| 2014      | 삼총사                  | 아토스                    | 일본 도쿄 국제포럼대극장             |
| 2014      | 잭더리퍼                | 잭                        | 일본 요코하마 가나가와극장           |
| 2015      | 체스                    | 프레디 트럼퍼             | 세종문화회관대극장                   |
| 2015~2016 | 바람과 함께 사라지다    | 레트 버틀러               | 샤롯데시어터                         |
| 2016      | 하루                    | 크로노스                  | 도쿄 메이지좌                        |
| 2018      | 삼총사10주년 기념공연   | 아토스                    | 한전아트센타                         |
| 2018      | 바람과 함께 사라지다    | 레트 버틀러               | 샤롯데씨어터                         |
| 2019      | 잭더리퍼10주년 기념공연 | 연출 및 잭 역             | 우리금융아트홀                       |
| 2019      | 메피스토                | 파우스트,메피스토(1인2역) | 광림bbch홀                           |
| 2019      | 드라큘라 사연           | 드라큘라                  | 한전아트센터                         |
| 2019~2020 | 아이언 마스크           | 아토스                    | 광림bbch홀                           |

### 영화
| 연도 | 제목        | 역할   | 비고     |
| ---- | ----------- | ------ | -------- |
| 2006 | 공필두      |        | 음악감독 |
| 2009 | 결혼식 후에 | 김지홍 |          |

### 방송
| 연도 | 방송사    | 제목                        | 비고                                             |
| ---- | --------- | --------------------------- | ------------------------------------------------ |
| 1994 | SBS       | 영자의 전성시대             |                                                  |
| 1998 | SBS       | 이승연의 세이세이세이       | 1992년 데뷔 이후 현재까지 수많은 프로그램 출연중 |
| 1999 | SBS       | 김혜수 플러스 유            |                                                  |
| 2001 | KBS2      | 이소라의 프로포즈           |                                                  |
| 2009 | KBS2      | 상상플러스                  |                                                  |
| 2012 | tvN       | 백지연의 피플 인사이드      |                                                  |
| 2013 | tvN       | 신성우의 블랙박스           |                                                  |
| 2013 | MBC       | 세상을 바꾸는 퀴즈          |                                                  |
| 2013 | MBC       | 황금어장 라디오스타         |                                                  |
| 2013 | MBC       | 무한도전                    |                                                  |
| 2014 | SBS       | 룸메이트                    |                                                  |
| 2014 | MBC       | 7인의 식객                  |                                                  |
| 2014 | tvN       | SNL 코리아 시즌 5           |                                                  |
| 2014 | MBC       | 나 혼자 산다                |                                                  |
| 2014 | Olive     | 모두의 주방                 | 진지희와 동반 출연                               |
| 2018 | MBN       | 현실남녀                    |                                                  |
| 2018 | MBC       | 휴먼다큐 사람이 좋다        |                                                  |
| 2018 | JTBC      | 한끼줍쇼                    |                                                  |
| 2019 | MBC M     | 캐스팅 콜                   | 심사위원                                         |
| 2019 | KBS2      | 해피투게더 시즌4            |                                                  |
| 2019 | SBS       | 동상이몽 2 - 너는 내 운명   | 스페셜 MC                                        |
| 2021 | tvN Story | 불꽃미남                    |                                                  |
| 2022 | TV조선    | 식객 허영만의 백반기행      |                                                  |
| 2023 | 채널A     | 엄마의 여행 고두심이 좋아서 |                                                  |
| 2024 | 채널A     | 뉴스A LIVE                  |                                                  |
| 2024 | 채널A     | 아빠는 꽃중년               |                                                  |
| 2025 | KBS2      | 공부와 놀부                 |                                                  |

## 음반
- 1992년 정규 1집 '내일을 향해’
- 1993년 Remake
- 1994년 정규 2집 ‘Eight Smiles Of Klein’
- 1994년 정규 3집 ‘서시’
- 1995년 geenie 정규 1집 ‘Cool world’
- 1996년 정규 4집 ‘For’
- 1996년 geenie 정규 2집 ‘Elephant’
- 1998년 정규 5집 ‘Mauve’
- 2000년 정규 6집 ‘Identity’
- 2006년 ‘遭遇(조우)’ (2006 신성우 베스트 에센셜) 싱글 ‘고백’ 포함
- 2009년 텔레시네마 프로젝트 Vol.2 - ‘옛친구에게’
- 2010년 김현식 추모 20주년 헌정앨범 ‘넋두리’
- 2011년 무사 백동수 OST Part 3 ‘고여’
- 2025년 geenie 디지털싱글 'Log'

## 광고 내역
- 오뚜기 진라면
- 놀부 부대찌개

## 조각 전시회
- 1999년 WORK AND WORKS 작업(아트 스페이스, 서울)
- 2000년 WORK AND WORKS 작업(도올 갤러리, 서울)
- 2001년 WORK AND WORKS 작업(타임 갤러리, 서울)
- 2007년 Korea -Japan Friendship Art Exhibithion 'Hug'(일본.히로시마 부동원)
- 2008년 한.일 현대 조각가 초대전 - '만남 소통'(일본, 교토)
- 2009년 한.일 현대 조각 기획 초대전(일본 - 교토)
- 2012년 한.일 현대 조각 기획 초대전(일본 - 교토)
- 2012년 개인전(시분까끄 갤러리 기획 초대전(일본, 교토)
- 2014년 한.일 현대 미술 교류전(히로시마 은행, 일본)
- 2015년 spring outing 한.일 작가 교류전 인사동 코사 스페이스 갤러리
- 2015년 1부 '여수에서 서울까지 바다 만들기'(아르블루 갤러리, 여수)
- 2015년 2부 '여수에서 히로시마까지 바다 만들기' 교류전(아르블루 갤러리, 여수)
- 2015년 09.01~10.06 전북익산 갤러리 M&M 모던 엔 모던
- 2016년 08.12~09.12 안성 Ｓｐａｃｅ＋　갤러리 한, 일 현대 미술전
- 2017년 02.01~02.07 개인전 (전 일본은행, 히로시마)
- 2017년 02.01~02.07 한.일 현대 미술 교류전, 히로시마
- 2017년 06.03~06.10 서울 국제 조각 페스타(예술의 전당, 한가람 미술관)
- 2018년 08.08~08.15 한.일 미술전(갤러리 별, 부산)
- 2018년 08.28~08.31 개인전(시분까끄 갤러리 (일본, 교토)
- 2020년 10.28~11.29 원주한지테마파크 개관10주년 기획전시‘한지정경’

### 심사위원
- 2009년 크라운제과 철사. 볼트. 너트 나사. 와셔. 응용 전국공모전(갤러리 쿠오리아)
- 2012년 CJ E&M 주최 SIA Media Art 세계 현역 작가 대상 미디어 아트 공모전(서울 시립 미술관)

## 수상 및 후보
| 연도 | 시상식                          | 부문                        | 작품          | 결과 |
| ---- | ------------------------------- | --------------------------- | ------------- | ---- |
| 1994 | 한국노랫말대상 아름다운노랫말상 | 빈칸                        | 빈칸          | 수상 |
| 1994 | 하이원 서울가요대상             | 팝발라드 부분               |               | 수상 |
| 2002 | MBC 연기대상                    | 미니시리즈 부문 남자 신인상 | 위기의 남자   | 후보 |
| 2012 | 제6회 대구국제뮤지컬어워드      | 올해의 스타상               |               | 수상 |
| 2018 | MBC 연기대상                    | 미니시리즈 부문 조연상      | 위대한 유혹자 | 후보 |

### 가요 프로그램 1위
| 연도           | 수상 내역(총 4회)                                                                          |
| -------------- | ------------------------------------------------------------------------------------------ |
| 1992년(총 2회) | - 내일을 향해(총 2회) - 10월 9일 MBC 《여러분의인기가요》 - 10월 13일 SBS 《인기가요》 1위 |
| 1994년(총 2회) | - 서시(총 2회) - 10월 23일 SBS 《TV가요20》 1위 - 11월 20일 SBS 《TV가요20》 1위(통산 2주) |

## 사건 사고
- 1992년 10월 대마초 복용 혐의로 불구속 입건된 적이 있다.[1]